# Cadreita
Cadreita település Spanyolországban, Navarra autonóm közösségben. Cadreita Alfaro, Milagro, Villafranca, Bardenas Reales és Valtierra községekkel határos. Lakosainak száma 2197 fő (2024).

## Népesség
A település népessége az elmúlt években az alábbi módon változott:
| Lakosok száma | 1966 | 2150 | 2098 | 2052 | 2133 | 2046 | 2066 | 1964 | 2045 | 2197 |
|               | 2001 | 2004 | 2006 | 2009 | 2011 | 2014 | 2016 | 2019 | 2021 | 2024 |